# Marijke van Beukering

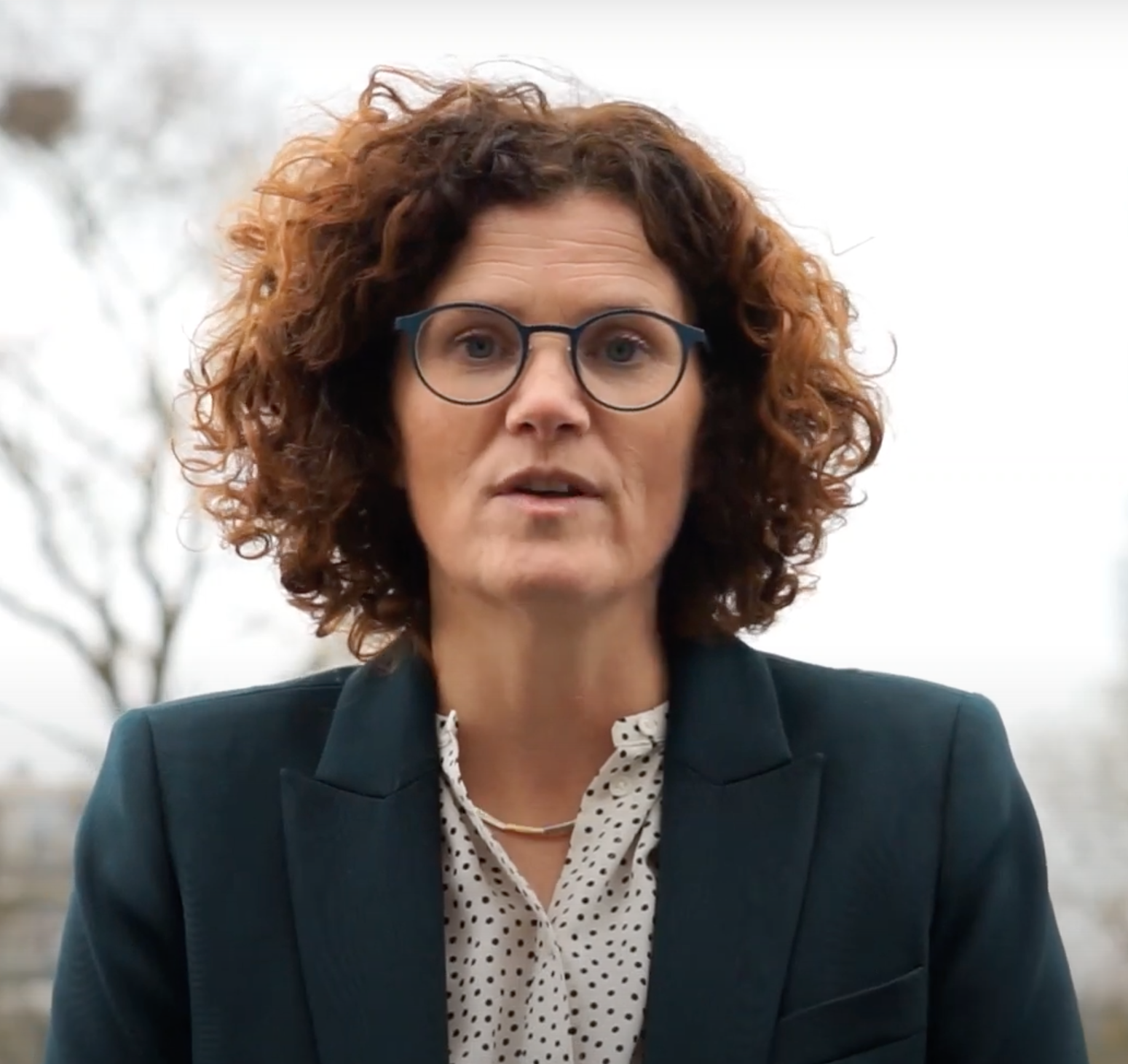
Marijke van Beukering

Maria Josefina Theresia Gabriëlle „Marijke“ van Beukering-Huijbregts (geboren am 30. Dezember 1971 in Cuijk) ist eine niederländische Politikerin, die Mitglied der Abgeordnetenkammer ist. Sie ist Mitglied der sozial-liberalen Partei Democraten 66 (D66).
Bevor sie in die Politik ging, arbeitete sie als Sekretärin in den Niederlanden und im Ausland und gründete später ihr eigenes Unternehmen. Seit 2006 sitzt sie für D66 im Gemeinderat von IJsselstein. Als sie 2010 wiedergewählt wurde, wurde Van Beukering Stadträtin. Aufgrund von Problemen mit der Zusammenarbeit der Gemeinde mit Montfoort trat sie 2017 zurück, wurde aber kurz darauf wiedergewählt. Im November 2017 trat sie ein weiteres Mal zurück und arbeitete anschließend als unabhängige Beraterin, meist für Organisationen im öffentlichen Sektor.
Im Jahr 2020 übernahm sie für vier Monate den Sitz des Abgeordneten Rens Raemakers, der krankheitsbedingt ausfiel. Sieben Tage später löste sie die Abgeordnete Monica den Boer ab und wurde ständiges Mitglied des Parlaments. Van Beukering verlor 2021 die Wiederwahl, wurde aber im April 2021 Nachfolgerin des Abgeordneten Sidney Smeets.

## Frühes Leben und Ausbildung
Van Beukering wurde am 30. Dezember 1971 in Cuijk im Nordosten von Noord-Brabant geboren. Sie besuchte das Merletcollege für ihre Sekundarausbildung und erhielt ein Havo-Diplom. Im Jahr 1989 begann sie eine zweijährige Ausbildung an der Europäischen Sekretariatsakademie Schoevers. Van Beukering hat außerdem 2019 ein Postgraduiertenstudium in Public Leadership an der Vrije Universiteit Amsterdam absolviert.

## Frühe Laufbahn
Ihre berufliche Laufbahn begann 1991 als Sekretärin und Archivarin im Außenministerium, wo sie nacheinander in Den Haag, Abidjan, Elfenbeinküste, und Brüssel arbeitete. Im Jahr 1999 erhielt sie eine neue Stelle als Assistentin des Missionsleiters des EU-Programms im Amt für Zoll und Steuerhilfe in der bosnischen Hauptstadt Sarajevo. Sie beendete ihre neunjährige Auslandskarriere im Jahr 2002, woraufhin sie ein Jahr lang als Sekretärin bei Commit Arbo BV, einem Gewerbeaufsichtsamt, arbeitete. Im darauf folgenden Jahr gründete sie als Einzelunternehmerin ein Sekretariatsunternehmen namens „SECONDIE“, das sie bis 2010 führte.

## Kommunalpolitik IJsselstein
Im Mai 2006 wurde sie Mitglied des Gemeinderats von IJsselstein, nachdem ihre Partei bei den Kommunalwahlen einen der 23 Sitze erhalten hatte.
Bei den Kommunalwahlen im März 2010 wurde Van Beukering mit 1.334 Stimmen als Spitzenkandidatin der D66 wiedergewählt. Ihre Partei erhielt insgesamt drei Sitze. Im April 2010 wurde sie Alderwoman of Society in IJsselstein, als D66 Teil des neuen Vorstands wurde. Zu ihrem Aufgabenbereich gehörte das Projekt multifunktionale Sportanlagen. Aufgrund ihrer neuen Position beendete sie ihre Tätigkeit in ihrem Unternehmen und räumte ihren Sitz im Stadtrat. Bei den Wahlen 2014 war sie erneut Spitzenkandidatin ihrer Partei, die im Rat eine Mehrheit von fünf Sitzen erhielt. Sie kehrte als Stadträtin in den Exekutivrat zurück, eine Position mit einem Portfolio, das ihrem vorherigen sehr ähnlich ist, mit dem besonderen Projekt „der Kunde im Mittelpunkt und Deregulierung“.
Am 8. Februar 2017  trat sie gleichzeitig mit ihrem Kollegen Vincent van den Berg (CDA) zurück, weil bekannt wurde, dass eine Kooperation zwischen den Gemeinden IJsselstein und Montfoort im Jahr zuvor 1,5 Millionen Euro mehr gekostet hatte als geplant.  Beide Gemeinden hatten 2014 damit begonnen, ihre Verwaltungen zusammenzulegen, um die Ausgaben für ihre Bürokratie zu senken. Dabei aufgetretene Probleme benötigten für ihre Lösung schätzungsweise 1,7 Millionen Euro zusätzlich. Dies führte zum Sturz des lokalen Partei-Vorstands. Zuvor war ein Misstrauensantrag gegen den Gemeinderat gescheitert. Bei der Bildung eines neuen Vorstands zerbrach auch die Koalition, da D66 die Rückkehr der zurückgetretenen Beigeordneten forderte, was für den Koalitionspartner VVD inakzeptabel war. Die D66, die in IJsselstein die größte Partei ist, bildete nur gut zwei Wochen nach dem Sturz des Vorstands eine neue Koalition. Van Beukering kehrte als Beigeordnete für wirtschaftliche Angelegenheiten zurück.
Bei den niederländischen Parlamentswahlen 2017 trat Van Beukering auf Platz 24 der Parteiliste der D66 an. Sie erhielt 4.971 Vorzugsstimmen, und ihre Partei errang neunzehn Sitze – nicht genug für Van Beukering, um in die Abgeordnetenkammer gewählt zu werden.
Am 21. September 2017 trat sie zusammen mit zwei anderen Ratsmitgliedern erneut von ihrem Amt zurück. Im Monat zuvor war ein Bericht erschienen, in dem die Informationen kritisiert wurden, die die Stadtverwaltung dem Gemeinderat über die Zusammenarbeit mit Montfoort gegeben hatte. Dies hatte dazu geführt, dass die CDA die Koalition verließ. Van Beukering trat zurück, nachdem eine Reihe von Parteien mit einer Mehrheit im Rat mit einem Misstrauensantrag gedroht hatten. Die drei zurücktretenden Stadträte erklärten ihrerseits, der Rat mache es dem Gemeindevorstand unmöglich zu regieren. D66 überließ daraufhin der zweitgrößten Partei die Möglichkeit, einen neuen Stadtvorstand zu bilden. Bei den Kommunalwahlen 2018 war Van Beukering Listenanschieber als Letztplatzierte auf der Parteiliste (Platz 14) von D66 und erhielt 273 Stimmen, wurde aber nicht Mitglied des Rates.

## Post-Stadtratszeit
Nach ihrer Amtszeit als Stadträtin arbeitete sie als unabhängige Beraterin. So war sie Projektmanagerin beim Niederländischen Roten Kreuz (2018), Mitglied des Aufsichtsrats des Sozialdienstleisters Amfors Groep (2019–2020), Luftreinhaltekoordinatorin für die Region IJmond bei der Gemeinde Velsen (2019–2020) und Programmmanagerin bei Breed Spectrum Aanbieders für Kinderschutz in Eemland (2019–2020).

## Repräsentantenhaus
Am 22. Januar 2020 wurde Van Beukering vorübergehend Mitglied der Abgeordnetenkammer und ersetzte Rens Raemakers, der wegen eines Burnouts krankgeschrieben war. Sie war aufgrund ihrer Listenplatzierung bei den Parlamentswahlen 2017 die nächste Anwärterin auf einen Sitz der D66. Innerhalb der D66-Fraktion wurde sie Sprecherin für die Bereiche Kinderschutz, Jugendkriminalität, Kindesmissbrauch, Partizipationsgesetz, Armuts- und Schuldenpolitik und Pflegekräfte. Sie wurde Mitglied der Parlamentsausschüsse für Finanzen, Soziales und Beschäftigung sowie Gesundheit, Soziales und Sport.
Raemakers kehrte am 13. Mai 2020 in die Abgeordnetenkammer zurück und löste damit Van Beukering-Huijbregt als Abgeordnete wieder ab. Eine Woche später verließ jedoch die D66-Abgeordnete Monica den Boer die Abgeordnetenkammer, um eine Stelle als Professorin anzutreten. Van Beukering trat ihre Nachfolge an und wurde somit ständiges Mitglied der Abgeordnetenkammer. Ihr Zuständigkeitsbereich änderte sich geringfügig: Er umfasste nun den Bereich Sicherheit, schloss jedoch Jugendfragen aus. Sie war Mitglied der Ausschüsse für Justiz und Sicherheit sowie für soziale Angelegenheiten und Beschäftigung.
Bei den niederländischen Parlamentswahlen 2021 kandidierte sie auf Platz 25 der Parteiliste der D66, verlor jedoch ihre Kandidatur für die Wiederwahl. Ihre Partei erhielt 24 Sitze, und Van Beukering persönlich erhielt 2.215 Stimmen. Der Abgeordnete Sidney Smeets trat jedoch einige Wochen nach seiner Einsetzung zurück, und Van Beukering füllte den freien Sitz. Sie wurde am 21. April in ihr Amt eingeführt. Ihr Schwerpunkt liegt auf Rentenpolitik, Kindergeld, der Schnittstelle zwischen Arbeit und Gesundheitswesen und Arbeitsbedingungen. Daneben ist sie Mitglied der Ausschüsse für Gesundheit, Wohlfahrt und Sport sowie für soziale Angelegenheiten und Beschäftigung.

## Sonstige Positionen
Neben ihrer Arbeit als Politikerin ist sie seit Mai 2014 Vorsitzende der Nationalen Vereinigung Erste Hilfe. Sie absolvierte 2005 eine Ausbildung zur Erste-Hilfe-Ausbilderin bei der niederländischen Organisation Teachers First-Aid in Tilburg. Bevor sie zur Vorsitzenden ernannt wurde, arbeitete sie bei der Organisation als Sekretärin (2004–2011) und anschließend als Beraterin des Vorstandes. Zusammen mit Nico Schouten hat sie ein Erste-Hilfe-Handbuch mit dem Titel EHBO Leren & Doen („Erste Hilfe lernen & üben“) geschrieben, das 2012 veröffentlicht wurde. Eine überarbeitete Ausgabe erschien 2016. Außerdem ist sie seit 2017 Mitglied des Aufsichtsrats des „Prins Hendrik Fonds“, einer Organisation, die Fördermittel für die Erste Hilfe verteilt.

## Privatleben
Van Beukering ist mit Sander van Beukering verheiratet und hat zwei Kinder. Sie wohnt in IJsselstein, einer Stadt, in der sie seit ihrer Rückkehr aus Sarajevo in die Niederlande lebt. Sie spielt Tennis und ist seit November 2017 die Vorsitzende des Tennisclubs IJTC Groenvliet.

## Auszeichnungen
- 2020: Orden von Oranien-Nassau (Ritter)[35]